# Hasenbergl (metrostation)
Hasenbergl is een metrostation in de wijk Hasenbergl van de Duitse stad München. Het station werd geopend op 26 oktober 1996 en wordt bediend door lijn U2 van de metro van München.